# Lejo
Lejo (llamada oficialmente San Xoán de Lexo) es una parroquia y una aldea española del municipio de Baralla, en la provincia de Lugo, Galicia.

## Organización territorial
La parroquia está formada por tres entidades de población:
- Castro
- Lexo
- Lexocairo

## Demografía

### Parroquia
| Gráfica de evolución demográfica de Lejo (parroquia) entre 2000 y 2019 |
|                                                                        |
| Datos según el nomenclátor publicado por el INE.                       |

### Aldea
| Gráfica de evolución demográfica de Lexo (aldea) entre 2000 y 2019 |
|                                                                    |
| Datos según el nomenclátor publicado por el INE.                   |